# Kiesdach

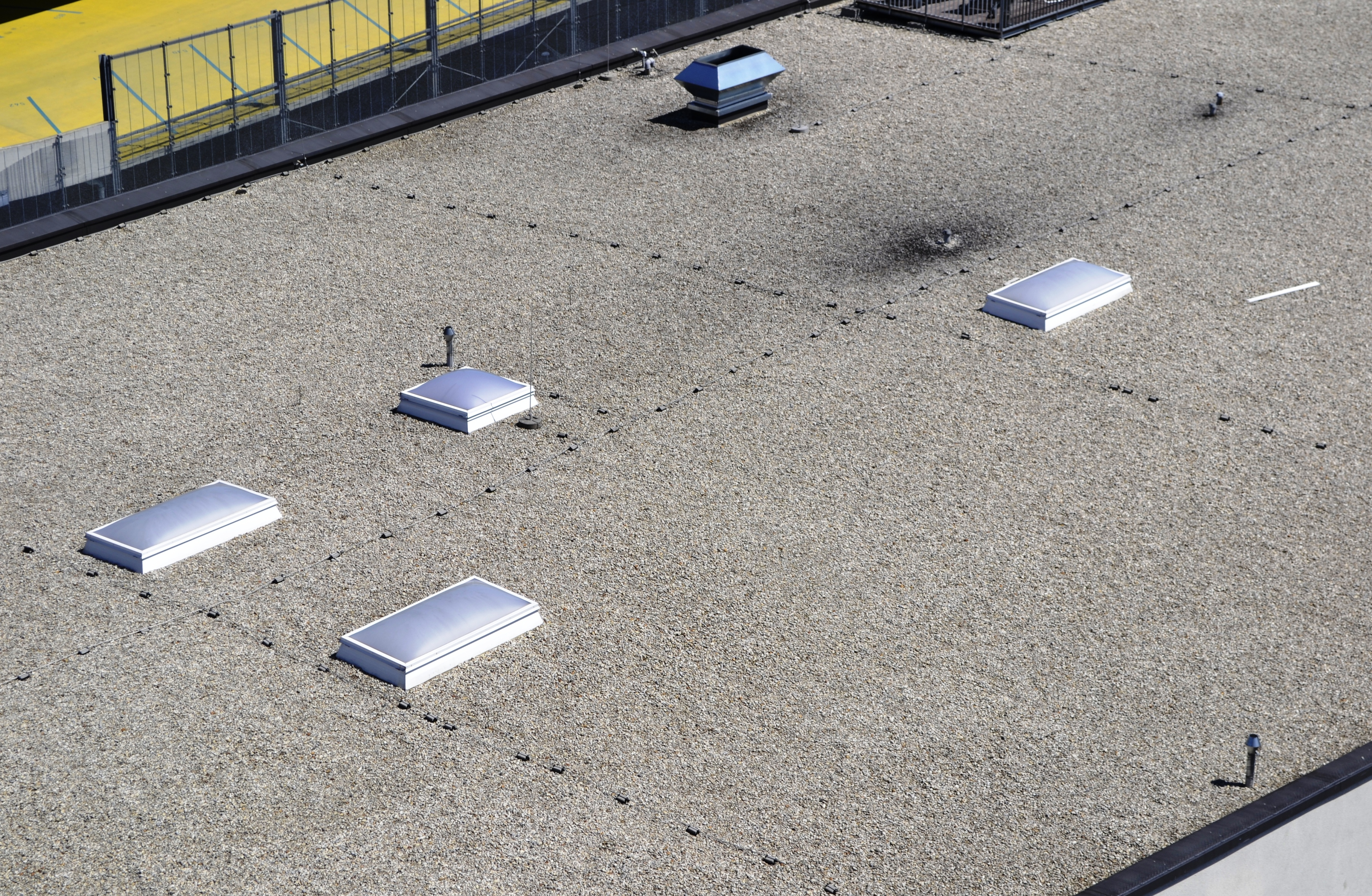
Kiesdach in Deutschland

Ein Kiesdach ist ein Flachdach, auf das Kies aufgeschüttet ist. „Kiesdach“ ist ein umgangssprachlicher Begriff, der nicht die eigentliche Abdichtungsart des Daches bezeichnet.
Die Kiesschicht von in der Regel mindestens 5 cm Stärke dient als Schutz vor UV-Strahlung und Hitze für die Abdichtungsbahn und verlangsamt damit ihre Alterung. Außerdem kann er als Beschwerung der Abdichtungsbahn dienen, die ansonsten zusätzlich befestigt werden müsste, um nicht durch die Sogwirkung von Wind abgehoben zu werden. Bei hohen Gebäuden kann Kies jedoch unzureichend sein, da der stärkere Wind in der Höhe die Steinchen davonblasen kann.
Des Weiteren kann eine Kiesschicht dem Brandschutz dienen, gegen Brandüberschlag von benachbarten höheren Bauteilen. Mit einer Schicht von min. 5 cm Kies gilt ein Flachdach gemäß DIN 4102 unabhängig vom Material der Abdichtung als „harte Bedachung“ und somit widerstandsfähig gegen Flugfeuer und strahlende Wärme.
Oft wird unter dem Kies ein Schutzvlies verlegt, um Beschädigungen der Abdichtung durch durchgetretene scharfkantige Kiesel zu vermeiden.
Ein Kiespressdach ist eine heute nicht mehr gebräuchliche Variante des Flachdachs mit bituminöser Abdichtung, bei der in eine heiße Bitumenschicht Kies eingewalzt wurde.